# Marcel Dost
Henk Marcel Dost (Zierikzee, 28 september 1969) is een Nederlandse voormalige atleet, die gespecialiseerd was in de tienkamp (outdoor) en zevenkamp (indoor). Hij is zesvoudig Nederlands kampioen bij de senioren en viervoudig Nederlands kampioen bij de junioren. Hij nam eenmaal deel aan de Olympische Spelen.

## Biografie

### Eerste deelname aan internationale toernooien
In 1988 werd Dost op de wereldkampioenschappen voor junioren in Sudbury veertiende op de tienkamp met 6837 punten. Op de Europese indoorkampioenschappen van 1994 in Parijs werd hij achtste op de zevenkamp met 5734 punten. Datzelfde jaar werd hij achttiende op de Europese kampioenschappen in Helsinki met 7547 punten op de tienkamp.

### OS 1996
Dost vertegenwoordigde Nederland op de Olympische Spelen van Atlanta in 1996. Daar eindigde hij de wedstrijd, die werd aangevoerd door de Amerikaan Dan O'Brien (8824 p), met 8111 punten als achttiende. Met dit puntentotaal staat hij, twintig jaar later, op de tiende plaats op de nationale ranglijst aller tijden van de tienkamp. De andere Nederlandse tienkamper in actie in Atlanta, Jack Rosendaal, werd er 21ste.

### Brons op universiade
Op de wereldkampioenschappen van 1997 in Athene werd Dost veertiende met 8040 punten. Op de universiade dat jaar in het Italiaanse Catania veroverde Dost op de tienkamp het brons. Met 7899 punten eindigde hij achter de Tsjechen Roman Šebrle (8380 punten) en Kamil Damašek (8072 punten).
In 1999 moest Dost zich vanwege een lichte blessure terugtrekken en kon hierdoor de Nederlandse driekleur niet vertegenwoordigen in de superleague om de Europacup in Praag. Op 13 november 1999 maakte de KNAU bekend de olympische selectie terug te brengen van 24 naar veertien atleten. Marcel Dost was een van de afvallers.

### Masters
Na zijn actieve atletiekloopbaan bleef Dost de sport bedrijven bij de veteranen, de tegenwoordige 'Masters'. Zo werd hij zowel in 2011 als 2012 Nederlands kampioen bij de Masters Werpvijfkamp met een Nederlands record in de Mannen 40-leeftijdscategorie.

### Trivia
- Tegenwoordig werkt Marcel Dost als zelfstandig atletiek-, voetbal- en tennistrainer in Twente. Hij woont in Enschede.
- Hij is een oom van tienkamper Sven Roosen.
- Marcel Dost is supporter van FC Twente.

## Nederlandse kampioenschappen
Outdoor
| Onderdeel | Jaar             |
| --------- | ---------------- |
| tienkamp  | 1991, 1992, 1994 |

Indoor
| Onderdeel | Jaar             |
| --------- | ---------------- |
| zevenkamp | 1990, 1991, 1992 |

## Persoonlijke records
Outdoor
| Onderdeel            | Prestatie | Datum            | Plaats              |
| -------------------- | --------- | ---------------- | ------------------- |
| 100 m                | 10,77 s   | 25 juli 1997     | Utrecht             |
| 200 m                | 21,86 s   | 4 juli 1996      | Alphen aan den Rijn |
| 400 m                | 47,99 s   | 5 augustus 1997  | Athene              |
| 1500 m               | 4.30,09   | 12 augustus 1993 | Helmond             |
| 110 m horden         | 14,37 s   | 19 mei 1996      | Enschede            |
| hoogspringen         | 2,02 m    | 3 juni 1990      | Zwolle              |
| polsstokhoogspringen | 5,20 m    | 6 augustus 1997  | Athene              |
| verspringen          | 7,52m     | 3 juni 1990      | Zwolle              |
| kogelstoten          | 14,70 m   | 5 augustus 1997  | Arnhem              |
| discuswerpen         | 49,36 m   | 1996             | Hengelo             |
| speerwerpen          | 60,90 m   | 14 juni 1997     | Leiden              |
| tienkamp             | 8111 p    | 1 augustus 1996  | Atlanta             |

Indoor
| Onderdeel            | Prestatie | Datum            | Plaats     |
| -------------------- | --------- | ---------------- | ---------- |
| 200 m                | 22,18 s   | 13 december 1998 | Münster    |
| 400 m                | 49,37 s   | 1999             | Münster    |
| 1000 m               | 2.43,16   | 9 februari 1992  | Sofia      |
| 60 m horden          | 8,01 s    | 6 februari 1998  | Bielefeld  |
| hoogspringen         | 2,03 m    | 1993             | Enschede   |
| polsstokhoogspringen | 5,20 m    | 11 januari 1997  | Düsseldorf |
| verspringen          | 7,30 m    | 13 maart 1994    | Parijs     |
| kogelstoten          | 15,47 m   | 19 maart 2000    | Enschede   |
| zevenkamp            | 5891 p    | 22 februari 1998 | Den Haag   |

## Palmares

### 60 m horden
- 1994: 6e NK indoor – 8,33 s

### 110 m horden
- 1994: 7e NK – 14,88 s

### polsstokhoogspringen
- 1990:  NK – 4,85 m
- 1992:  NK indoor – 4,90 m
- 1992:  NK – 4,90 m
- 1994:  NK indoor – 5,00 m
- 1994: 5e NK – 4,60 m
- 1995: 7e NK indoor – 4,80 m
- 1996: 4e NK – 5,00 m
- 1997: 4e Papendal Games – 5,00 m
- 1998:  NK indoor – 5,10 m
- 2000: 5e  NK – 4,70 m

### zevenkamp (ind.)
- 1990:  NK meerkamp te Zwolle – 5358 p (NR)
- 1991:  NK meerkamp te Zwolle - 5613 p (NR)
- 1992:  NK meerkamp te Zwolle – 5485 p
- 1994: 8e EK indoor te Parijs – 5734 p
- 1998:  Meerkampinterl. te Praag – 5737 p
- 1998:  NK meerkamp te Den Haag – 5891 p
- 1998: DNF EK indoor te Valencia

### tienkamp
- 1988: 13e WJK – 6837 p
- 1989: 16e Europa Cup Landenteams meerkamp te Helmond - 7045 p
- 1990:  NK meerkamp te Zwolle – 7541 p
- 1991: 18e Europa Cup Landenteams meerkamp te Helmond - 7302 p
- 1991:  NK meerkamp te Dordrecht – 7641 p
- 1992:  NK meerkamp te Bergen op Zoom – 7651 p
- 1993: 18e Europa Cup Landenteams meerkamp te Oulu - 7323 p
- 1993:  NK meerkamp te Emmen – 7725 p
- 1994:  NK meerkamp te Eindhoven – 7896 p
- 1994: 18e EK te Helsinki – 7547 p
- 1996:  NK te Enschede – 8076 p
- 1996: 18e OS Atlanta– 8111 p
- 1997:  Europa Cup Landenteams meerkamp te Tallinn – 8016 p
- 1997: 14e WK Athene– 8040 p
- 1997:  Universiade Cantania– 7899 p
- 1998: 10e Europa Cup Landenteams meerkamp te Tallinn – 7839 p